# Sliek De Zeesterre
Sliek De Zeesterre is een Belgische hiphopband rond de broers Steve (Sliek Majestyk) & Sidney Van Lauwe (Sidjay de Fonktionoaris aka dFonk). In 1994 is de groep opgericht met toen als voertaal Engels. In 1998 schakelden ze over naar het West-Vlaams, meer bepaald naar het kustdialect.

## Geschiedenis en stijl
In de lente van 2003 bereikte Sliek de Zeesterre het grote publiek met de single "Up & neere". De clip was te zien op Jimtv, de regionale zenders Focus/WTV. Het nummer schopte het drie weken tot nummer 9 in de Vlaamse Ultratop. Niet veel later volgde de b-side van de single Up & neere; De Kust.
Nog steeds in eigen beheer, onder hun zelf opgericht label (de zeeroverskliek), heeft Sliek tussen 2004 en 2007 verschillende singles uitgebracht. De controversiële single Tis e Slette was een van de successen. Maar ook de single Up Vacance werd goed onthaald. Zo goed dat Sliek werd opgemerkt door Vandante Records. Niet veel later volgde de eerste record deal.
In 2008 hadden ze het album Sliek Majestyk afgewerkt en onder Vandante Records opgenomen. De plaat is wegens onenigheden tussen rapper en label nooit uitgebracht. Sliek lag contractueel vast voor zes jaar. Toen werd het stil.

Release party 2017 Sterk Water

Eenmaal vrij van contract hervatte Sliek en broer dFonk de koers met de retro futuristische plaat" Richting Alfa". Het is een persoonlijke EP geworden met escapisme als rode draad. DJ Shorty verzorgt voortaan de scratches, sound efx en samples. De single De zin was de eerste release uit de plaat.
In 2017 produceert dFonK de plaat Sterk Water deel 1. Het collectief rond Sliek breidt uit met Darcat. De female rapper van eigen (zand)bodem is verschillende keren te horen op de plaat. Ze heeft haar eigen single op de plaat getiteld Push me moa.
Sterk Water werd uitgebracht samen met de single Liefde is Blind, een autobiografisch nummer over een echtscheiding.
Olles e zen ende was de opvolger. Momenteel wordt gewerkt aan Sterk Water Deel 3.

## Leden
- Sliek Majestyk (rap, 2001 - heden)
- dFonk (beats, raps, 2001 - heden)
- DJ Shorty (beats & scratches, DJ, 2014-2017)
- de Kustenaore (vocals, 2002-2007)
- Dj Basic (scratches, 2002-2004)

## Singles
- 2003: Up en Neere/De Kust
- 2005 Zunnestroaln
- 2006 Tis e Slette
- 2006 Zotte Wereld (tgoa me al nie an)
- 2007 Up vacance/Up vacance remix
- 2008 Dag en Nacht
- 2015 De Zin
- 2015 Bring me nor hus
- 2016 Element
- 2017 Liefde is Blind
- 2017 Olles e zen ende
- 2018 Tis overal wel etwa
- 2018 Den avond is van ons
- 2023 Zomervibes
- 2023 En Azzoh!
- 2023 Up en Neere (remix)
- 2024 Vandaage

## Albums
- 2004: Aangespoeld
- 2008: Sliek Majestyk
- 2015: Richting Alpha
- 2017: Sterk Water deel 1